# Vera Zasoelitsj

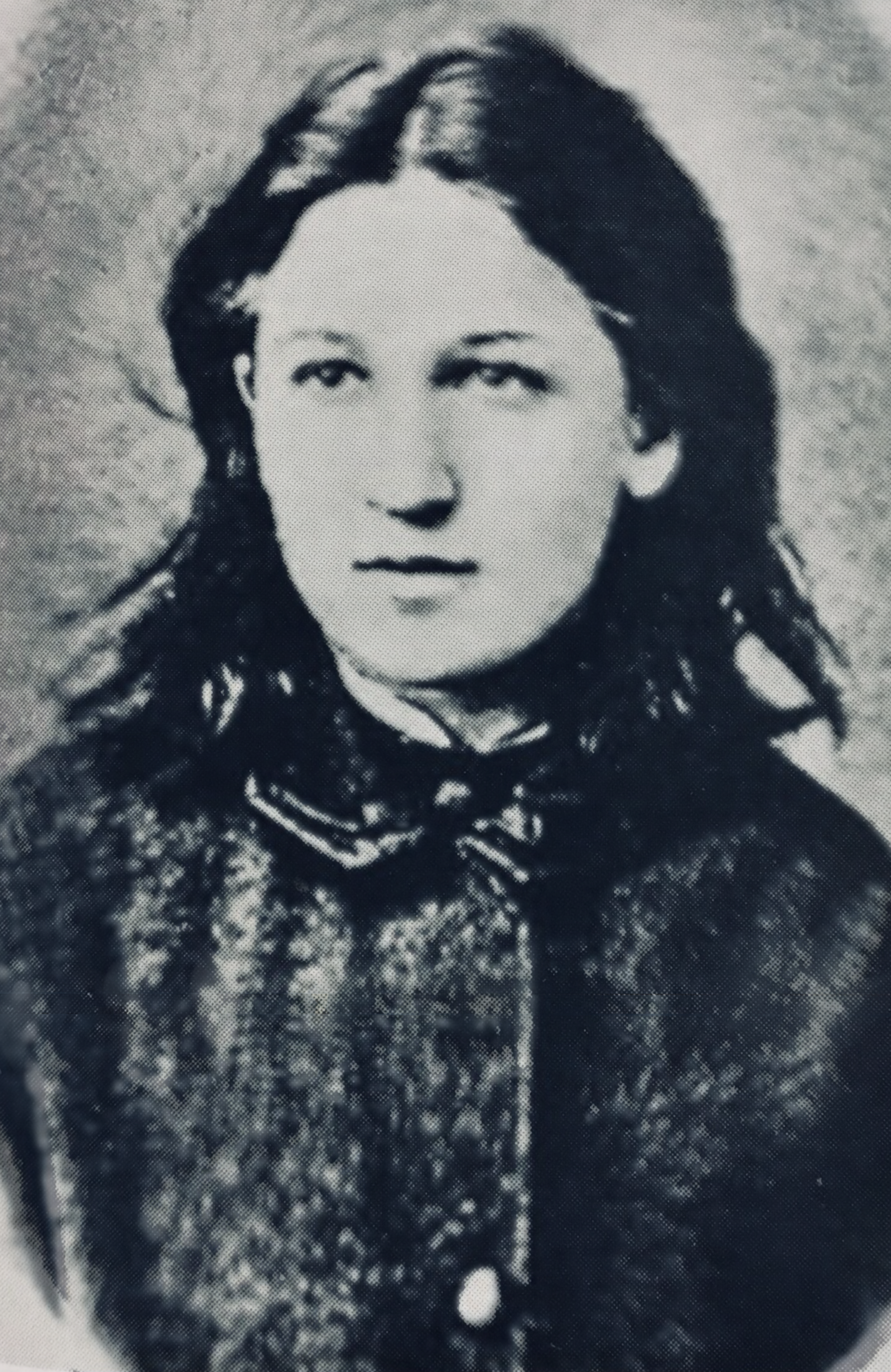
Portretfoto uit 1869

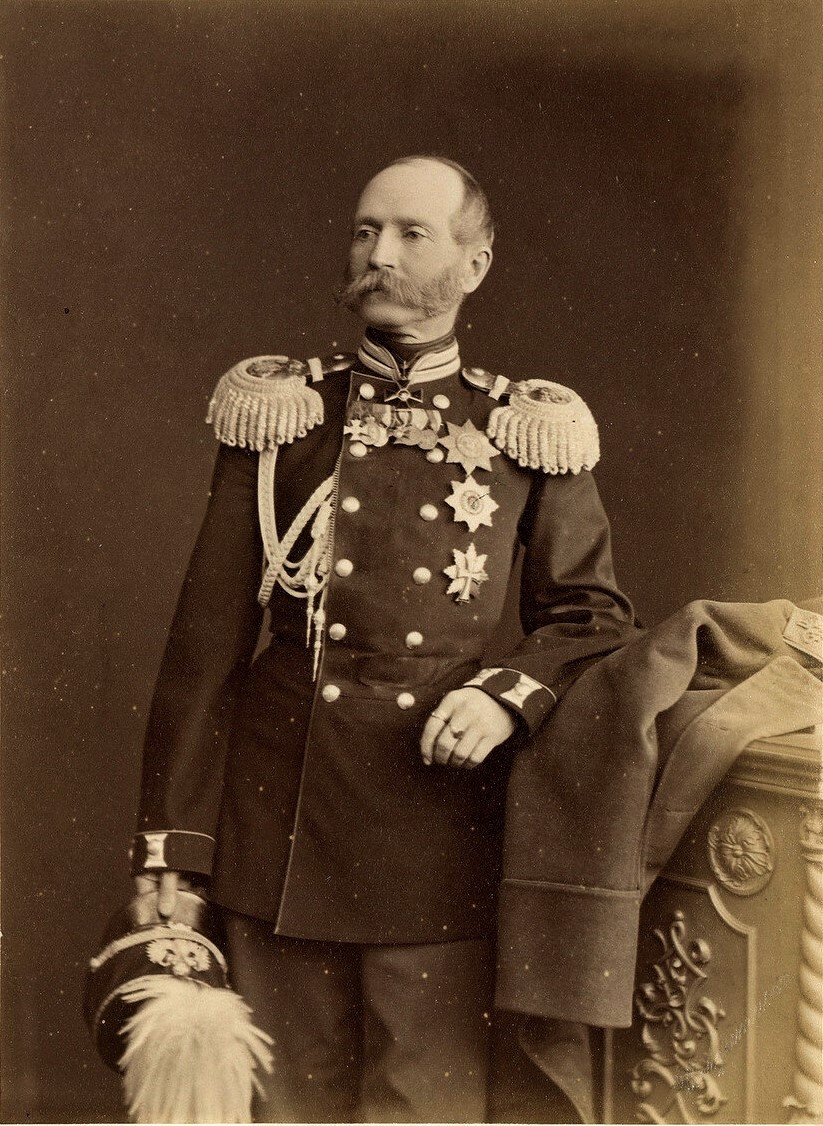
F.F. Trepov, het doelwit van Zasoelitsj, in 1874

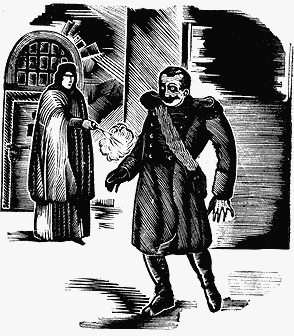
Prent van de aanslag (1933)

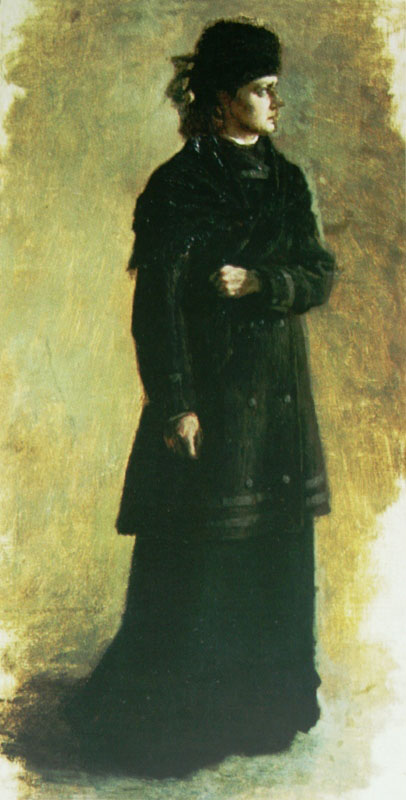
De terroriste van Nikolaj Jarosjenko (1879)

Vera Ivanovna Zasoelitsj (Russisch: Вера Ивановна Засулич; Michajlovka, 8 augustus [27 juli O.S.] 1849 – Petrograd, 8 mei 1919) was een Russisch revolutionair die zich achtereenvolgens bekende tot het anarchisme, terrorisme, nihilisme en marxisme. Ze pleegde in 1878 een aanslag op de gouverneur van Sint-Petersburg en werd na een geruchtmakend proces vrijgesproken. Als heldin van de radicale Narodniki zwoer ze vervolgens het geweld af en zocht ze naar meer vredelievende manieren om het socialisme ingang te doen vinden.

## Leven
Haar vader Ivan was een officier uit de landadel in het Russisch Keizerrijk. Zijn dood toen ze drie jaar oud was luchtte op, want hij mishandelde zijn dochters, maar financieel bracht het de familie in een lastig parket. Net als haar oudere zusters Ekaterina en Aleksandra werd Vera in 1866 naar een kostschool in Moskou gestuurd om zich voor te bereiden op een leven als gouvernante-onderwijzeres. Vrijgevochten en rebels ging ze er op 17-jarige leeftijd weg en nam ze een klerkenjob aan. Ze las vooruitstrevende boeken en begaf zich in de revolutionaire milieus van Sint-Petersburg. Zo kwam ze in contact met de manipulatieve fanaticus Sergej Netsjajev.
Zasoelitsj hielp Netsjajev met zijn plannen om het tsarenregime omver te werpen, met name door haar postbus ter beschikking te stellen. Het leidde tot een huiszoeking en ze belandde in de gevangenis. Tijdens haar voorhechtenis vermoordde Netsjajev op 21 november 1869 een medestander die hij verdacht vond. Zasoelitsj veroordeelde deze actie, maar evolueerde tot aanvaarding van geweld tegen de staat. Ze werd in 1871 buiten vervolging gesteld, maar werd gedeporteerd naar de Oblast Tver en vervolgens naar Charkov. Ze vond aansluiting bij de zogenaamde Zuidelijke Rebellen en werkte in 1873 in Kiev mee aan de eliminatie van een politiespion. De man werd toegetakeld met een kogel, een ketting en zuur, maar hij overleefde het en de groep moest uiteengaan. Zasoelitsj verhuisde naar Sint-Petersburg. Ze sympathiseerde steeds minder met geweld en had het meer voor de populisten, die in 1874 onder het motto Naar het volk! vergeefs probeerden de boeren op te hitsen.
In Sint-Petersburg werd de jonge anarchist Archip Bogoljoebov in 1877 gratuit afgeranseld. Omdat hij zijn hoofd niet ontblootte voor gouverneur en hoofdcommissaris Fjodor Fjodorovitsj Trepov, liet die hem 25 stokslagen toedienen, ondanks de afschaffing van de lijfstraffen. Dat gebeurde terwijl Bogoljoebov in de gevangenis zat, waar hij enkele jaren later krankzinnig zou sterven. Zasoelitsj had voordien al besloten Trepov te vermoorden. Ze wachtte alleen tot het proces tegen de 193 voorbij was, want ze wilde niet dat deze activisten van Naar het volk! door haar een zwaardere straf zouden oplopen. Op 24 januari 1878, daags na de uitspraak, zocht ze Trepov op in zijn kantoor en schoot ze hem met een revolver neer. Hij raakte gewond aan het bekken, zij werd ter plaatse gegrepen en geslagen.
Het kwam tot een assisenproces dat druk werd gevolgd. Zasoelitsj beweerde dat ze slechts tot de aanslag was overgegaan nadat alle legale middelen om tegen Trepov op te treden waren uitgeput. Tot verbazing van ongeveer de hele wereld sprak de jury haar op 11 april 1878 vrij, na een proces van acht uren. Nog vóór de nieuwe arrestatiebevelen tegen haar waren uitgeschreven, brak een dodelijk tumult uit. Zelf ontkwam ze aan het politiegeweld: ze raakte de rechtszaal uit en werd in triomf rondgereden per koets. Daarna vluchtte ze naar het buitenland. Het debacle veroorzaakte een gezagscrisis en leidde tot ontslagen hoog in het Russische staatsapparaat.
De populistische beweging voelde zich gesterkt en creëerde de Narodnaja Volja, die overging tot een golf van terreuraanslagen, in 1881 culminerend in de moord op tsaar Alexander II door Sofija Perovskaja. Zelf nam Zasoelitsj afstand van dit geweld. Gewoon al berichten van aanslagen deprimeerden haar. Politiek zag ze in de terreur geen nut en psychologisch beschadigde het volgens haar de daders: "de terrorist ontwikkelt zich hetzij tot een onuitstaanbare ijdeltuit, hetzij tot iemand voor wie het leven iedere aantrekkelijkheid heeft verloren." Met die tweede optie beschreef ze haar eigen toestand. 
Nochtans bleef haar vuur voor de revolutie branden: in de emigratie vestigde ze zich in 1880 bij Georgi Plechanov in Genève. Met hem, Pavel Axelrod en Leo Deutsch richtte ze in 1883 de Groep ter bevrijding van de Arbeid op, de eerste marxistische partij van Rusland. Terwijl de ballingschap haar in Zürich, Londen en München bracht, deed ze aan theorie en correspondeerde ze met Karl Marx en Friedrich Engels. Ze richtte in 1888 mee de buitenlandse vereniging van Russische sociaaldemocraten op, was in 1900 afgevaardigde op het Parijse congres van de Tweede Internationale, begon te schrijven voor de krant Iskra en werkte in 1902 aan het programma van de Russische Sociaaldemocratische Arbeiderspartij. Daarbinnen koos ze het kamp van Julius Martov en de mensjewieken tegen Lenin.
Dankzij de algemene amnestie kon Zasoelitsj in 1905 terugkeren naar Sint-Petersburg. Zoals de andere mensjewieken, en in tegenstelling tot de bolsjewieken, steunde ze de Russische deelname aan de Eerste Wereldoorlog toen die uitbrak in 1914. Als 68-jarige maakte ze de Oktoberrevolutie van 1917 mee, die ze afkeurde. Ze woonde in een kamer in het Schrijvershuis, maar moest het huis in de winter van 1919 verlaten vanwege een brand in haar kamer. Korte tijd later stierf ze aan een longontsteking.

## Culturele weerklank
Geïnspireerd door Zasoelitsj maakte Nikolaj Jarosjenko in 1879 een studie voor een schilderij over vrouwelijk terrorisme (bewaard in het museum van Kislovodsk). 
Fjodor Dostojevski woonde het proces van Zasoelitsj bij en verwerkte de materie in De gebroeders Karamazov (1880). Het milieu waarin ze actief was had hij eerder beschreven in Boze geesten (1872).
Oscar Wilde nam haar tot uitgangspunt voor zijn toneelstuk Vera; or, The Nihilists (1880).
Albert Camus rekent haar in L'Homme révolté (1951) bij het individuele terrorisme en de "delicate moordenaars".

## Wetenswaardig
- Lou Andreas-Salomé verstopte in haar schrijftafel een portret van Zasoelitsj.[7]

## Memoires
Postuum verschenen de memoires van Zasoelitsj (Vospominanija, 1931). Ze zijn (deels) vertaald in het Engels en het Italiaans:
- Barbara Alpern Engel en Clifford N. Rosenthal (eds.), Five Sisters. Women Against the Tsar, 1975, p. 59-94
- Memorie di donne terroriste, Savelli, 1979, 185 p.

## Voetnoten
1. ↑  Barbara Alpern Engel, Mothers and Daughters: Women of the Intelligentsia in Nineteenth-Century, 2000, p. 93
2. ↑  Andreï Kozovoï, "La justicière – Vera Zassoulitch" in: Egéries rouges. 12 femmes qui ont fait la Révolution russe, 2023, p. 71
3. ↑  Antoine Verbij, Vera Zasoelitsj' anarchisme. Een sombere tobster met pistool in: De Groene Amsterdammer, 4 mei 1994
4. ↑  Pipes, Richard (2010). The Trial of Vera Z.. Russian History 37 (1): 81. Geraadpleegd op 5 May 2024.
5. ↑  Bergman, Jay (1979). The Political Thought of Vera Zasulich. Slavic Review 38 (2): 257-258. DOI: 10.2307/2497085. Geraadpleegd op 5 May 2024.
6. ↑  Andreï Kozovoï, "La justicière – Vera Zassoulitch" in: Egéries rouges. 12 femmes qui ont fait la Révolution russe, 2023, p. 86
7. ↑  Lou Andreas-Salomé, Lebensrückblick. Autobiographie, 2013, p. 77

- Bibliothèque nationale de France: cb10721464c (data)
- CiNii: DA03078977
- Gemeinsame Normdatei: 118605682
- Historisch woordenboek van Zwitserland: 028393
- International Standard Name Identifier: 0000 0001 1608 7268
- Library of Congress Control Number: n79072775
- Nationale Bibliotheek van Letland: 000295596
- Bibliotheek van het Japanse parlement: 00621683
- Nationale Bibliotheek van Tsjechië: skuk0006045
- Nationale Bibliotheek van Israël: 987007506199605171
- Nationale Bibliotheek van Polen: a0000002571831
- Nederlandse Thesaurus van Auteursnamen: 070190356
- LIBRIS: 392908
- Système universitaire de documentation: 124377939
- Virtual International Authority File: 24593170
- WorldCat: E39PBJbxHRKRV9rtfWrxdwxYyd